# 布蘭登堡的多蘿西亞
布蘭登堡的多蘿西亞（德語：Dorothea von Brandenburg，約1430年—1495年11月10日），丹麥、瑞典、挪威王后，布蘭登堡-庫爾姆巴赫藩侯約翰的女兒。

## 家庭
1445年，多蘿西亞和卡爾馬聯合國王巴伐利亞的克里斯多福結婚，兩人沒有子女。
克里斯多福於1448年去世。隔年，克里斯蒂安一世被選為下一任丹麥國王，兩人於同年結婚。兩人共有2子1女：
1. 漢斯（1455年—1513年）
2. 瑪格麗特（1456年—1486年）
3. 弗雷德里克（1471年—1533年）